# Makana Baku
Makana Nsimba Baku (Magonza, 8 aprile 1998) è un calciatore tedesco di origini congolesi, attaccante dell'Atromītos.

## Caratteristiche tecniche
È un esterno offensivo, capace di giocare sia a sinistra che a destra. È dotato di una buona tecnica di base e di un'ottima velocità.

## Carriera

### Club
Cresciuto nelle giovanili del Mainz 05, nel 2017 a diciannove anni passa al Sonnenhof Großaspach, con cui esordisce nei professionisti in 3. Liga, terzo livello del calcio tedesco. Con i rossoneri disputa due stagioni, totalizzando 5 reti in 66 gare, e guadagnandosi così la chiamata nella divisione superiore grazie all'Holstein Kiel.
Dopo un'ottima stagione d'esordio, condita da sette reti in ventidue gare fra campionato e coppa, Baku viene messo fuori rosa per sei mesi, passando, nel mercato di riparazione del 2021, ai polacchi del Warta Poznań. Esordisce il 22 febbraio sul campo del Piast Gliwice, subentrando a Jakub Kuzdra al 51'. Una settimana più tardi è titolare nel derby di Poznań, in cui realizza un assist a Mateusz Kuzimski, mentre l'8 marzo successivo realizza la sua prima doppietta in Polonia, che consente ai suoi di battere il Wisła Płock. Con il passare delle giornate diventa sempre più centrale nel Warta, realizzando una serie di reti che permettono al Warta di scalare la classifica. A livello personale viene più volte preso in considerazione per il premio di miglior calciatore del mese, senza tuttavia vincerlo mai. All'ultima giornata di campionato, contro il Cracovia, realizza la rete che permette al Warta di raggiungere il quinto posto in classificando, evitando la qualificazione europea solo a causa degli scontri diretti a favore con lo Slask Wroclaw.
A fine anno, nonostante le ottime prestazioni, il Warta decide di non riscattare il calciatore a causa dell'elevata clausola d'acquisto (un milione di euro).
Il 13 luglio 2021 viene annunciato il suo passaggio a titolo definitivo ai turchi del Göztepe, con cui firma un contratto di tre anni.

### Nazionale
Ha fatto parte di diverse formazioni giovanili della Germania, debuttando anche con l'Under 21.

## Statistiche

### Presenze e reti nei club
Statistiche aggiornate al 9 gennaio 2022.
| Stagione             | Squadra              | Campionato           | Campionato | Campionato | Coppe nazionali | Coppe nazionali | Coppe nazionali | Coppe continentali | Coppe continentali | Coppe continentali | Altre coppe | Altre coppe | Altre coppe | Totale | Totale |
| Stagione             | Squadra              | Comp                 | Pres       | Reti       | Comp            | Pres            | Reti            | Comp               | Pres               | Reti               | Comp        | Pres        | Reti        | Pres   | Reti   |
| -------------------- | -------------------- | -------------------- | ---------- | ---------- | --------------- | --------------- | --------------- | ------------------ | ------------------ | ------------------ | ----------- | ----------- | ----------- | ------ | ------ |
| 2017-2018            | Sonnenhof G.         | 3L                   | 28         | 1          | -               | -               | -               | -                  | -                  | -                  | -           | -           | -           | 28     | 1      |
| 2018-2019            | Sonnenhof G.         | 3L                   | 38         | 4          | -               | -               | -               | -                  | -                  | -                  | -           | -           | -           | 38     | 4      |
| Totale Sonnenhof G.  | Totale Sonnenhof G.  | Totale Sonnenhof G.  | 66         | 5          |                 | -               | -               |                    | -                  | -                  |             | -           | -           | 66     | 5      |
| 2019-2020            | Holstein Kiel        | 2B                   | 20         | 4          | DFB             | 2               | 3               | -                  | -                  | -                  | -           | -           | -           | 22     | 7      |
| 2020-gen. 2021       | Holstein Kiel        | 2B                   | 0          | 0          | DFB             | 0               | 0               | -                  | -                  | -                  | -           | -           | -           | 0      | 0      |
| Totale Holstein Kiel | Totale Holstein Kiel | Totale Holstein Kiel | 20         | 4          |                 | 2               | 3               |                    | -                  | -                  |             | -           | -           | 22     | 7      |
| gen.-mag. 2021       | Warta Poznań         | E                    | 13         | 6          | PP              | 0               | 0               | -                  | -                  | -                  | -           | -           | -           | 13     | 6      |
| 2021-2022            | Göztepe              | SL                   | 12         | 0          | TK              | 1               | 1               | -                  | -                  | -                  | -           | -           | -           | 13     | 1      |
| Totale carriera      | Totale carriera      | Totale carriera      | 111        | 15         |                 | 3               | 4               |                    | -                  | -                  |             | -           | -           | 114    | 19     |

## Palmarès

### Club

#### Competizioni nazionali
- Coppa di Polonia: 1

Legia Varsavia: 2022-2023
- Supercoppa di Polonia: 1

Legia Varsavia: 2023